# Whitney (Nebraska)
Whitney je selo u američkoj saveznoj državi Nebraska. Prema popisu stanovništva iz 2010. u njemu je živjelo 77 stanovnika.